# Bufo longinasus
Bufo longinasus là một loài cóc thuộc họ Bufonidae. Đây là loài đặc hữu của Cuba.
Môi trường sống tự nhiên của chúng là rừng ẩm vùng đất thấp nhiệt đới hoặc cận nhiệt đới, sông ngòi, sông có nước theo mùa, và đầm nước ngọt. Chúng hiện đang bị đe dọa vì mất nơi sống.